# 107-я гвардейская стрелковая дивизия
107-я гвардейская стрелковая Первомайская Краснознамённая ордена Суворова дивизия — воинское соединение РККА, принимавшее участие в Великой Отечественной войне.
Сокращённое наименование — 107 гв. сд.
Условное наименование — войсковая часть полевая почта (в/ч пп) № 47370.

## История
Приказом Ставки Верховного Главнокомандования № 0047 от 18 декабря 1944 года, директивой ГШКА № орг/2/309329 и приказом 39-го гвардейского стрелкового корпуса № 001 от 29 декабря 1944 года, 8-я гвардейская воздушно-десантная Первомайская дивизия была переформирована по штату № 05/40 — 05/56 и получила наименование 107-я гвардейская стрелковая Первомайская дивизия.

## Участие в боевых действиях
Период вхождения в действующую армию: 21 февраля 1945 года — 11 мая 1945 года

## Послевоенная история
В соответствии с директивой Ставки Верховного Главнокомандования № 11096 от 29 мая 1945 года 107-я гвардейская стрелковая дивизия в составе 39-го гвардейского стрелкового корпуса 9-й гвардейской армии вошла в Центральную группу войск.

До вывода на территорию СССР, дивизия дислоцировалась в уезде Надьката.
Приказом командующего ВДВ № 0051 от 14 июня 1946 года 107-я гвардейская стрелковая дивизия была переформирована по штатам ВДВ и переименована в 107-ю гвардейскую воздушно-десантную Первомайскую Краснознамённую ордена Суворова дивизию (в/ч 47370). С 11 мая 1947 года дивизия дислоцировалась в городе Кривой Рог.
Приказом министра Вооружённых Сил СССР № 0016 от 27 сентября 1949 года был установлен день части — 25 декабря 1942 года (дата окончания формирования 8-й гвардейской воздушно-десантной дивизии).
15 июня 1958 года, на основании директивы Главкома Сухопутных войск № ош/2/267856 от 28 апреля 1958 года прекратила своё существование 107-я гвардейская воздушно-десантная Первомайская Краснознамённая ордена Суворова дивизия.

## Состав
- 348-й гвардейский стрелковый полк
- 352-й гвардейский стрелковый полк
- 356-й гвардейский стрелковый полк
- 58-я гвардейская дивизионная артиллерийская бригада:
  - 402-й гвардейский пушечный артиллерийский полк
  - 403-й гвардейский гаубичный артиллерийский полк
  - 275-й гвардейский миномётный полк
- 124-й отдельный гвардейский истребительно-противотанковый дивизион
- 108-й отдельный гвардейский зенитный артиллерийский дивизион
- 119-я отдельная гвардейская разведывательная рота
- 140-й отдельный гвардейский сапёрный батальон
- 195-й отдельный гвардейский батальон связи
- 237-й отдельный медико-санитарный батальон
- Отдельный гвардейский учебный батальон / Отдельный гвардейский учебно-стрелковый батальон
- 121-я отдельная гвардейская рота химической защиты
- 326-я автотранспортная рота / 326-я отдельная гвардейская авторота подвоза[5]
- 399-я полевая хлебопекарня
- 390-й дивизионный ветеринарный лазарет
- 3188-я полевая почтовая станция
- 2005-я полевая касса Государственного банка СССР[4]

## Подчинение
| Дата            | Фронт (округ)                               | Армия                 | Корпус                             | Примечания |
| --------------- | ------------------------------------------- | --------------------- | ---------------------------------- | ---------- |
| 01.02.1945 года | Резерв Ставки Верховного Главнокомандования | 9-я гвардейская армия | 39-й гвардейский стрелковый корпус | -          |
| 01.03.1945 года | 2-й Украинский фронт                        | 9-я гвардейская армия | 39-й гвардейский стрелковый корпус | -          |
| 01.04.1945 года | 3-й Украинский фронт                        | 9-я гвардейская армия | 39-й гвардейский стрелковый корпус | -          |
| 01.05.1945 года | 3-й Украинский фронт                        | 9-я гвардейская армия | 39-й гвардейский стрелковый корпус | -          |

## Награды и почётные наименования
| Награда (наименование)               | Дата награждения                                                                    | За что награждена |
| ------------------------------------ | ----------------------------------------------------------------------------------- | --- |
| Почётное звание «Гвардейская»        | присвоено приказом Народного комиссара обороны СССР № 00253 от 08 декабря 1942 года | перешло от 8-й гвардейской воздушно-десантной дивизии |
| Почётное наименование «Первомайская» | присвоено приказом Верховного главнокомандующего № 075 от 1 апреля 1944 года        | в ознаменование одержанной победы и отличие в боях при освобождении города Первомайск (перешло от 8-й гвардейской воздушно-десантной дивизии)                                                            |
| Орден Красного Знамени               | награждена указом Президиума Верховного Совета СССР от 17 мая 1945 года             | за образцовое выполнение боевых заданий командования в боях с немецкими захватчиками, за овладение городом Вена и проявленные при этом доблесть и мужество                                               |
| Орден Суворова II степени            | награждена указом Президиума Верховного Совета СССР от 25 апреля 1945 года          | за образцовое выполнение боевых заданий командования в боях с немецкими захватчиками при овладение городами Винер Нойштадт, Эйзенштадт, Неункирхен, Глоггнитц и проявленные при этом доблесть и мужество |

Награжденные части дивизии:
- 348-й гвардейский стрелковый ордена Кутузова[9] полк
- 352-й гвардейский стрелковый ордена Суворова[10] полк
- 356-й гвардейский стрелковый орденов Суворова[9] и Кутузова[11] полк
- 58-я гвардейская дивизионная артиллерийская Венская[12] ордена Александра Невского[11] бригада:
  - 275-й гвардейский миномётный Печенгский[13] ордена Александра Невского полк
- 124-й отдельный гвардейский истребительно-противотанковый ордена Александра Невского[9] дивизион
- 140-й отдельный гвардейский сапёрный ордена Александра Невского[9] батальон

## Командование дивизии

### Командиры дивизии
- Богданов, Михаил Андреевич (29.12.1944 — 07.1945), гвардии генерал-майор[14];
- Пыпырев, Афанасий Сергеевич (08.1945 — 1946), гвардии полковник

### Заместитель командира дивизии по строевой части
- Куприянов Александр Петрович (29.12.1944 —), гвардии полковник

### Заместитель командира дивизии по политической части
- Снегирёв Алексей Сергеевич (29.12.1944 — 17.07.1946), гвардии подполковник[15]

### Начальник штаба дивизии
- Некрасов, Юрий Петрович (29.12.1944 — 1946), гвардии полковник

## Отличившиеся воины дивизии
| Награда | Ф. И. О.                          | Должность                                                                                | Звание  | Дата награждения                 | Примечания |
| ------- | --------------------------------- | ---------------------------------------------------------------------------------------- | ------- | -------------------------------- | --- |
|         | Маринский, Иван Антонович         | командир стрелкового отделения 3-й стрелковой роты 356-го гвардейского стрелкового полка | гвардии | 29.06.1945                       | |
|         | Салатов, Александр Константинович | командир отделения 3-й миномётной роты 356-го гвардейского стрелкового полка             | гвардии | 23.04.1944 22.08.1944 28.10.1960 | 19 июня 1945 года был повторно награждён орденом Славы 3-й степени, указом ПВС СССР от 28 октября 1960 года был перенаграждён орденом Славы 1-й степени |